# Ars Natura

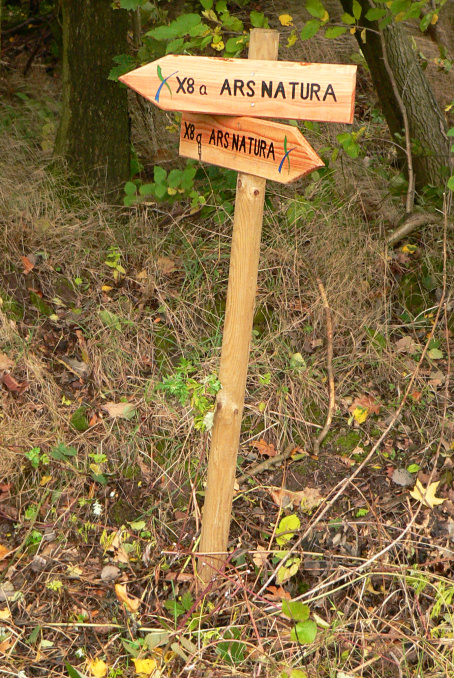
Wegweiser am Ars Natura-Kunstwanderweg, hier als X8a bei Bad Zwesten

Ars Natura ist ein Projekt, das die Fernwanderwege Barbarossaweg und Wildbahn in Mitteldeutschland zu Kunstwanderwegen gestaltet. Projektträger ist die Ars Natura-Stiftung, die die Wanderwege mit Kunstobjekten versieht. Die Stiftung wurde 2001 von den Künstlern Sandrino Sandinista Sander und Karin Lina Adam gegründet. Sie hat ihren Sitz im nordhessischen Spangenberg, dem Ort, in dem sich die beiden Wanderwege kreuzen.

## Verlauf
Der Barbarossaweg, markiert als Fernwanderweg X8, verläuft vorwiegend in Ost-West-Richtung in Nordthüringen und Nordhessen vom Kyffhäuser bis nach Korbach. Die Wildbahn, markiert als Fernwanderweg X3, verläuft überwiegend in Nord-Süd-Richtung von Höxter in Ostwestfalen nach Bad Brückenau im Nordwesten Bayerns und durchquert dabei Teile Südniedersachsens und den Osten Hessens.

## Planungen und realisierte Teilstrecken
Es ist geplant, den Kunstwanderweg Ars Natura auf eine Strecke von 700 km auszudehnen, sodass er zu einem Gesamtkunstwerk mit internationaler Beteiligung und weltweiter Beachtung wird.
Bis 2017 wurden auf 325 km insgesamt 375 Kunstwerke aufgestellt.
2001 wurde der erste Abschnitt als Rundweg am Heiligenberg zwischen Felsberg und Melsungen mit 15 Kunstwerken eröffnet. Bis 2012 wurden Kunstwerke entlang des Barbarossawegs im Abschnitt zwischen Treffurt und dem Bad Wildungener Ortsteil Dülfershof auf dreizehn Teilstrecken mit einer Gesamtlänge von 170 Kilometer realisiert, wobei 2010 bei Heldrastein die Landesgrenze nach Thüringen überschritten wurde. Ergänzung zum Durchgangsweg bilden drei Rundwanderwege bei Bad Zwesten (Wanderzeichen X8a) sowie Gudensberg (X8b), die von der Hauptroute des Barbarossawegs abzweigen, und die durch eine Querspange zwischen X3 und X8 gebildete Spangenberger Runde.
Entlang des Wanderweges Wildbahn wurden im Abschnitt Kassel bis Rotenburg an der Fulda auf sieben Teilstrecken mit zusammen 70 Kilometer Kunstwerke installiert.

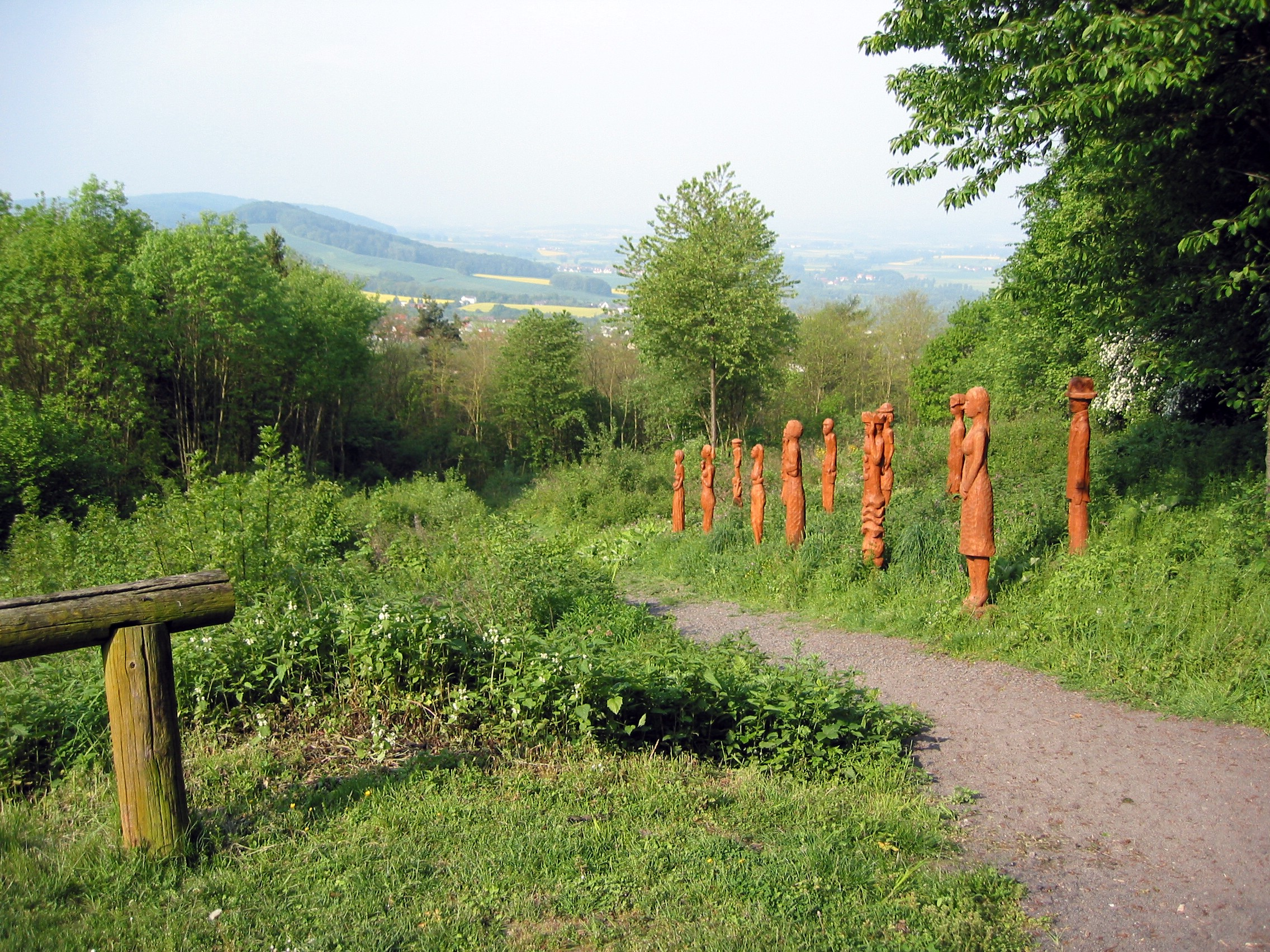
Am Heiligenberg bei Felsberg
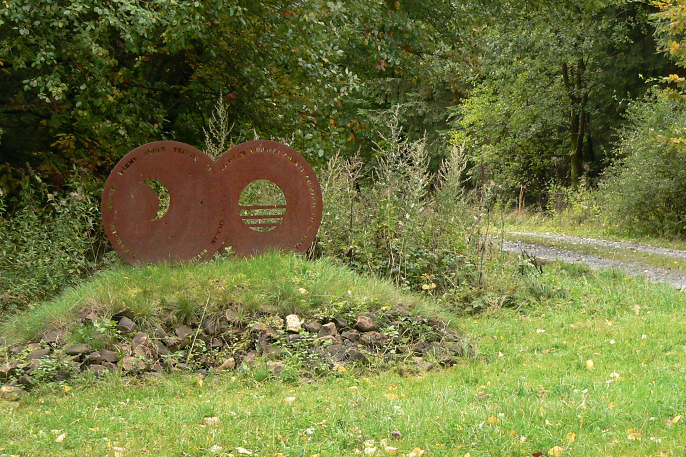
Zwischen Bad Zwesten und Bad Wildungen
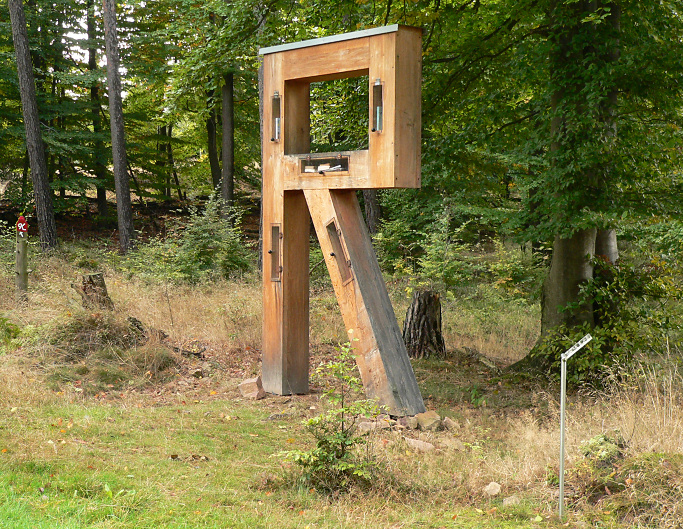
„Regen(erations)-Terminal“ bei Bad Zwesten
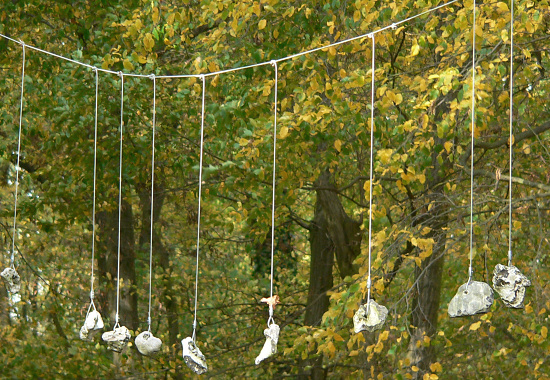
„Magischer Hain“ im Obersten Holz
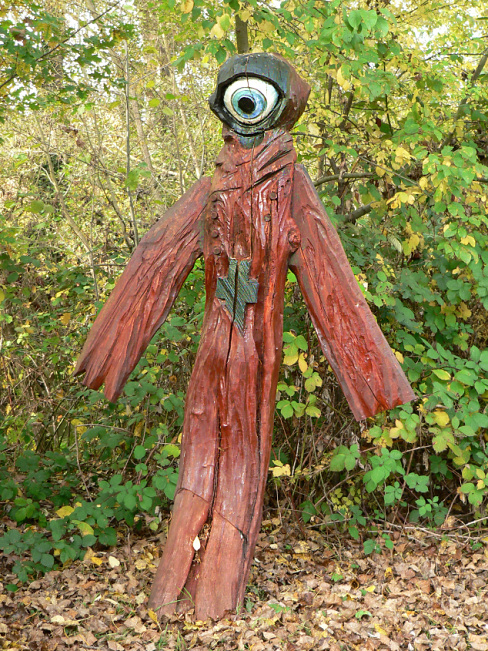
„Mönch“ am Ederauenweg bei Fritzlar
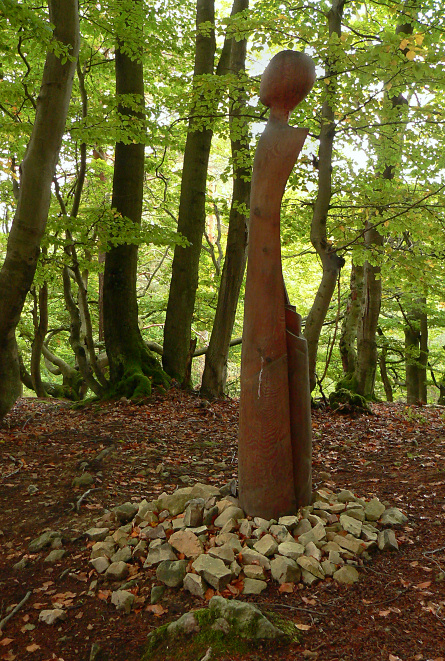
Bei Bad Zwesten
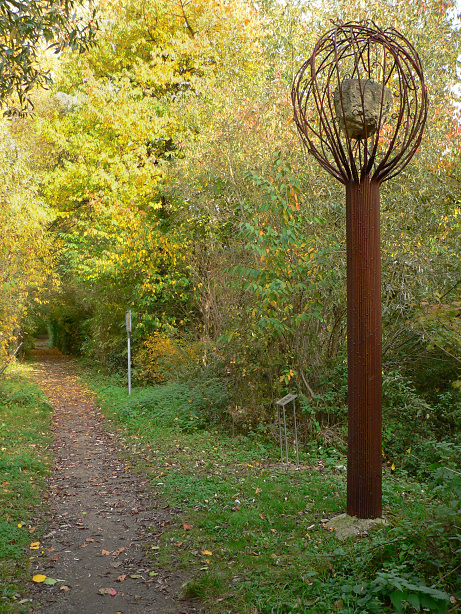
„Weltenbaum“ bei Fritzlar

## Beteiligte Künstler – Auswahl
- Karin Lina Adam
- Sandrino Sandinista Sander
- Hiltraud Peterová
- Hans-Joachim Bauer
- Peter Slaby[2]
- Reiner Schmidt-Lierse
- Dieter Utermöhlen
- Jörg Götzfried
- Ulrike Hawelka
- Martin Schaub
- Eugen Mahler
- Petr Vrána
- Susanne Albrecht
- Joachim Reitner
- Ewald Rumpf
- Peter Paul Medzech
- Maik Miol
- Carola Lantermann
- Said Tabib